# Петров, Фёдор Андреевич
Фёдор Андреевич Петров (13 декабря 1879 — 1 декабря 1917) — генерал-майор Российской императорской армии, участник Первой мировой войны. 
Кавалер ордена Святого Георгия 4-й степени (1917) и Георгиевского оружия (1915). 1 декабря 1917 года был убит на передовой солдатами 22-го Сибирского стрелкового полка.

## Биография
Фёдор Петров родился 13 февраля 1879 года. По вероисповеданию был православным. Образование получил на дому. В 1898 году окончил Тифлисское пехотное юнкерское училище.
13 августа 1895 года вступил на службу в Российскую императорскую армию. Изначально служил в  Карсском крепостном пехотном полку. 23 декабря 1898 года получил старшинство в чине подпоручика, 1 сентября 1902 года получил старшинство в чине поручика. В 1905 году окончил Николаевскую академию Генерального штаба по 1-му разряду. 28 мая 1905 года получил старшинство в чине штабс-капитана. С 10 апреля 1906 года по 20 января 1907 года отбывал цензовое командование ротой в 3-м Кавказском стрелковом батальоне, а с 13 марта 1907 года по 5 июня 1908 года был командиром 12-го стрелкового полка. 22 апреля 1907 года получил старшинство в чине капитана. С 10 января 1907 по 13 октября 1912 года был старшим адъютантом в штабе 1-го Сибирского армейского корпуса. С 13 октября по 5 декабря 1912 года был исправляющим должность штаб-офицера при штабе 3-го Сибирского армейского корпуса. 5 декабря 1912 года был назначен исправляющим должность штаб-офицера для поручений при штабе Иркутского военного округа. 6 декабря 1912 года был произведён в подполковники, со старшинством с 6 декабря 1911 года и был утверждён в должности.
Принимал участие в Первой мировой войне. С 2 октября 1914 года по 19 января 1915 года был штаб-офицером для поручений при 5-го Сибирского армейского корпуса. 6 декабря того же года был произведён в полковники, со старшинством. С 19 января 1915 года по 1 февраля 1916 года был исправляющим должность начальника 10-й пехотной дивизии. С 1 по 26 февраля 1916 года был командиром 66-го пехотного Бутырского полка, 26 февраля 1916 года был назначен командиром 19-го пехотного Костромского полка. По состоянию на 3 января 1917 года находился в той же должности. По состоянию на март 1917 года был начальником штаба в 173-й пехотной дивизии. 10 сентября 1917 года был назначен начальником 6-й Сибирской стрелковой дивизии, а с ноября был временно исполняющим должность командующего этой дивизии. 15 октября 1917 года был произведён в генерал-майоры. 1 декабря 1917 года солдаты 22-го Сибирского стрелкового полка на фронте убили Фёдора Андреевича Петрова.

## Награды
Фёдор Андреевич Петров был пожалован следующими наградами:
- Орден Святого Георгия 4-й степени (4 марта 1917) — «за отличия в 26-м пех. Могилевском полку.»;
- Георгиевское оружие (18 марта 1915) — «за то, что, получив приказание остановить отходящие части и вернуть их на позиции, встретил отходящие части в сфере артиллерийского огня, с явной опасностью для жизни остановил их, привел в порядок и, воодушевив, направил лично на позиции и оставил позицию только тогда, когда удостоверился, что позиция вновь твердо занята, чем способствовал удержанию позиции до прибытия подкреплений.»;
- Орден Святого Владимира 3-й степени с мечами (28 февраля 1916);
- Орден Святого Владимира 4-й степени с мечами и бантом (24 апреля 1915);
- Орден Святой Анны 2-й степени с мечами (29 мая 1916);
- Орден Святой Анны 3-й степени (6 декабря 1913);
- Орден Святого Станислава 2-й степени с мечами (7 июня 1916);
- Орден Святого Станислава 3-й степени (22 февраля 1909);
- Высочайшее благоволение (28 февраля 1916) — «за отличие в делах».